# Autogovern Nacional dels Alemanys a Hongria
L'Autogovern Nacional dels Alemanys a Hongria (en hongarès Magyarországi Németek Országos Önkormányzata - MNOÖ) és l'organització representativa a nivell estatal de la minoria alemanya a Hongria. És l'organització paraigua de 406 autogoverns locals de la minoria i més de 500 grups culturals i d'altres associacions alemanyes d'Hongria.
Després d'escollir els Autogoverns de les minories el 1994, l'assemblea electoral de la minoria alemanya va escollir l'òrgan de representació política i cultural dels alemanys d'Hongria l'11 de març de 1995. Els seus principals objectius són preservar i donar suport a la llengua, el patrimoni intel·lectual, les tradicions històriques i la identitat alemanya a Hongria. Això inclou la preservació de la llengua materna alemanya en àrees culturals, l'ensenyament de la llengua alemanya al sistema escolar hongarès i l'intercanvi de relacions mitjançant associacions i programes.
Des del 2014, els votants de les minories ètniques a Hongria poden votar a les llistes de nacionalitats. Les minories poden obtenir un mandat preferent si arriben a la quarta part de la noranta-tercera part dels vots de llista. Tanmateix, les nacionalitats que no obtinguin un mandat podien enviar un portaveu de la nacionalitat a l'Assemblea Nacional.
A les eleccions parlamentàries de 2018, Imre Ritter va ser elegit com el primer diputat alemany de la història de l'Assemblea Nacional, que va ser mantingut a les eleccions de 2022. En ambdós casos, el diputat va donar suport extern al govern de coalició de Fidesz-KDNP.

## Resultats electorals
| Any  | Líder       | Circumscripció | Circumscripció | Llista de partit | Llista de partit | Escons  | +/– | Govern                      |
| Any  | Líder       | Vots           | %              | Vots             | %                | Escons  | +/– | Govern                      |
| ---- | ----------- | -------------- | -------------- | ---------------- | ---------------- | ------- | --- | --------------------------- |
| 2014 | Ottó Heinek | N/D            | N/D            | 11,415           | 0.23% (#12)      | 0 / 199 | Nou | Extraparlamentari           |
| 2018 | Imre Ritter | N/D            | N/D            | 26,477           | 0.46% (#9)       | 1 / 199 | 1   | Suport extern (Fidesz-KDNP) |
| 2022 | Imre Ritter | N/D            | N/D            | 24,630           | 0.44% (#7)       | 1 / 199 | =   | Suport extern (Fidesz-KDNP) |